# ジョージ・ボークラーク (第4代セント・オールバンズ公爵)
第4代セント・オールバンズ公爵ジョージ・ボークラーク（英語: George Beauclerk, 4th Duke of St Albans、1758年12月5日 – 1787年2月10日）は、グレートブリテン王国の貴族。

## 生涯
チャールズ・ボークラーク（Charles Beauclerk、1775年8月30日没、初代セント・オールバンズ公爵チャールズ・ボークラークの次男ウィリアムの息子）とエリザベス・ジョーンズ（Elizabeth Jones）の一人息子として、1758年12月5日にベリック＝アポン＝ツイードで生まれ、1759年1月2日に同地で洗礼を受けた。
1775年に近衛歩兵第3連隊に入隊、1786年に中佐に昇進した。
1786年2月1日に親族の第3代セント・オールバンズ公爵ジョージ・ボークラークが死去すると、セント・オールバンズ公爵の爵位を継承した。しかし、自身も1787年2月10日に生涯未婚のまま死去、初代セント・オールバンズ公爵の三男ヴィアーの息子オーブリーが爵位を継承した。